# Temporada 2023 de NASCAR México Challenge Series
La temporada 2023 de la NASCAR México Challenge Series es la vigésimo novena edición de dicho campeonato. Comenzó el 26 de marzo en Berriozábal y se espera que finalice el 12 de noviembre en la Ciudad de México.

## Equipos y pilotos
Los equipos y pilotos para la temporada 2023 son los siguientes:
| Equipos                                | Constructor | N.º | Piloto               | Estado | Rondas |
| -------------------------------------- | ----------- | --- | -------------------- | ------ | ------ |
| Spartac RT                             | Chevrolet   | 0   | Rafael Vallina       |        | 1-3    |
| HO Speed Racing                        | Chevrolet   | 01  | Regina Sirvent       |        | 1-3    |
| HO Speed Racing                        | Ford        | 29  | Jorge de la Parra    | N      | 1-3    |
| HO Speed Racing                        | Ford        | 75  | Giancarlo Vecchi     |        | 1-3    |
| Alpha Racing                           | Chevrolet   | 9   | Eloy Sebastian       | N      | 1-3    |
| ANVI Motorsport                        | Chevrolet   | 14  | Alex de Alba         |        | 1-3    |
| ANVI Motorsport                        | Chevrolet   | 39  | Víctor Barrales      |        | 1-3    |
| ANVI Motorsport                        | Chevrolet   | 62  | Gustavo Barrales     |        | 2-3    |
| ANVI Motorsport                        | Chevrolet   | 72  | Ricardo Abarca       |        | 1-3    |
| JV Motorsports                         | Chevrolet   | 19  | Rodrigo Rejon        |        | 1-3    |
| Alessandros Racing                     | Chevrolet   | 26  | Eliud Treviño        | N      | 1-3    |
| Alessandros Racing                     | Chevrolet   | 64  | Rodrigo de Colombres |        | 1-3    |
| Z Motors Autoforum Monzani Motorsports | Ford        | 44  | Santos Zanella       |        | 1-3    |
| Z Motors Autoforum Monzani Motorsports | Chevrolet   | 52  | Santos Zanella Jr.   |        | 1-3    |
| Sidral Aga Racing Team                 | Ford        | 63  | Marco Marín          |        | 1-3    |
| Dimayuga Racing Team                   | Chevrolet   | 67  | Andrik Dimayuga      |        | 1-3    |
| Car Motion                             | Ford        | 96  | Jorge Quiroz         | N      | 2-3    |

| Icono | Estado |
| ----- | ------ |
| N     | Novato |

## Calendario
El calendario consistirá en las siguientes 12 rondas:
| Ronda | Circuito                                    | Fecha               |
| ----- | ------------------------------------------- | ------------------- |
| 1     | Súper Óvalo Chiapas, Chiapas                | 26 de marzo         |
| 2     | Super Óvalo Potosino, San Luis Potosí       | 16 de abril         |
| 3     | El Dorado Speedway, Chihuahua               | 14 de mayo          |
| 4     | Autódromo de Querétaro, El Marqués          | 27-28 de mayo       |
| 5     | Óvalo Aguascalientes México, Aguascalientes | 10-11 de junio      |
| 6     | Autódromo Miguel E. Abed, Amozoc            | 8-9 de julio        |
| 7     | Autódromo Monterrey, Nuevo León             | 22-23 de julio      |
| 8     | Super Óvalo Potosino, San Luis Potosí       | 12-13 de agosto     |
| 9     | Autódromo de Querétaro, El Marqués          | 9-10 de septiembre  |
| 10    | El Dorado Speedway, Chihuahua               | 22-23 de septiembre |
| 11    | Autódromo Miguel E. Abed, Amozoc            | 21-22 de octubre    |
| 12    | Autódromo Hermanos Rodríguez                | 11-12 de novimebre  |

## Resultados

### Campeones
| Ronda | Gran Premio   | Circuito                                    | Pole position  | Ganador      |
| ----- | ------------- | ------------------------------------------- | -------------- | ------------ |
| 1     | Los Cabos 200 | Súper Óvalo Chiapas, Chiapas                | Eloy Sebastian | Alex de Alba |
| 2     | COMMSCOPE 200 | Super Óvalo Potosino, San Luis Potosí       | Alex de Alba   | Alex de Alba |
| 3     | Chihuahua 240 | El Dorado Speedway, Chihuahua               | Alex de Alba   | Alex de Alba |
| 4     |               | Autódromo de Querétaro, El Marqués          |                |              |
| 5     |               | Óvalo Aguascalientes México, Aguascalientes |                |              |
| 6     |               | Autódromo Miguel E. Abed, Amozoc            |                |              |
| 7     |               | Autódromo Monterrey, Nuevo León             |                |              |
| 8     |               | Super Óvalo Potosino, San Luis Potosí       |                |              |
| 9     |               | Autódromo de Querétaro, El Marqués          |                |              |
| 10    |               | El Dorado Speedway, Chihuahua               |                |              |
| 11    |               | Autódromo Miguel E. Abed, Amozoc            |                |              |
| 12    |               | Autódromo Hermanos Rodríguez                |                |              |

### Campeonato de Pilotos
| Pos. | Piloto               | TGZ | SLP | CHI | QRO | AGS | PUE | MTY | SLP | AGS | CHI | PUE | CDMX | Puntos |
| ---- | -------------------- | --- | --- | --- | --- | --- | --- | --- | --- | --- | --- | --- | ---- | ------ |
| 1    | Alex de Alba         | 42  | 46  |     |     |     |     |     |     |     |     |     |      | 88     |
| 2    | Víctor Barrales      | 33  | 30  |     |     |     |     |     |     |     |     |     |      | 63     |
| 3    | Eloy Sebastian       | 32  | 31  |     |     |     |     |     |     |     |     |     |      | 63     |
| 4    | Ricardo Abarca       | 35  | 18  |     |     |     |     |     |     |     |     |     |      | 53     |
| 5    | Eliud Treviño        | 26  | 22  |     |     |     |     |     |     |     |     |     |      | 48     |
| 6    | Giancarlo Vecchi     | 16  | 29  |     |     |     |     |     |     |     |     |     |      | 45     |
| 7    | Santos Zanella       | 16  | 28  |     |     |     |     |     |     |     |     |     |      | 44     |
| 8    | Regina Sirvent       | 28  | 14  |     |     |     |     |     |     |     |     |     |      | 42     |
| 9    | Santos Zanella Jr.   | 30  | 11  |     |     |     |     |     |     |     |     |     |      | 41     |
| 10   | Andrik Dimayuga      | 20  | 21  |     |     |     |     |     |     |     |     |     |      | 41     |
| 11   | Rafael Vallina       | 27  | 10  |     |     |     |     |     |     |     |     |     |      | 37     |
| 12   | Jorge de la Parra    | 12  | 24  |     |     |     |     |     |     |     |     |     |      | 36     |
| 13   | Rodrigo Rejon        | 16  | 20  |     |     |     |     |     |     |     |     |     |      | 36     |
| 14   | Marco Marín          | 24  | 8   |     |     |     |     |     |     |     |     |     |      | 32     |
| 15   | Gustavo Barrales     |     | 27  |     |     |     |     |     |     |     |     |     |      | 27     |
| 16   | Rodrigo de Colombres | 9   | 7   |     |     |     |     |     |     |     |     |     |      | 16     |
| 17   | Jorge Quiroz         |     | 13  |     |     |     |     |     |     |     |     |     |      | 13     |
| Pos. | Piloto               | TGZ | SLP | CHI | QRO | AGS | PUE | MTY | SLP | AGS | CHI | PUE | CDMX | Puntos |